# Лоренцо II Медічі
Лоренцо Медічі, герцог Урбінський (італ. Lorenzo di Piero de'Medici; 12 вересня 1492, Флоренція — 4 травня 1519, Флоренція) — герцог Урбінський з 1516 до 1519 року, сеньйор Флорентійської республіки з 1513 до 1519 року. Походив з родини Медічі.

## Життєпис
Син П'єро ді Лоренцо Медічі. Після повстання у місті у 1494 році разом з батьком залишив державу. Деякий час мешкав у Венеції. Його піднесення розпочалося після того, як його дядько став папою римським Левом X. У 1513 році останній передав Лоренцо управління Флорентійською республікою. Водночас у 1516 році папські війська розпочали війну проти Франческо делла Ровере, герцога Урбінського. У травні того ж року Лев X оволодів герцогством Урбінським й передав його своєму небожеві. Лоренцо Медічі став герцогом Урбінським.
Щоб зміцнити владу нового герцога Лев X почав шукати йому міжнародну підтримку. Незабаром він домовився з королем Франції Франціском I. В обмін на інвеституру королівства Неаполя французький король влаштував шлюб Лоренцо Медічі зі своєю родичкою — Мадленою де ла Тур д'Овернь. Весілля відбулося у квітня 1518 року у Франції, у замку Амбуаз. Відбувся обмін подарунками — Франциск I надав герцогу Урбінському батальйон солдатів, нагородив його орденом Святого Михайла та 10000 екю ренти від графства Лавор. У свою чергу Лоренцо Медічі передав членам королівської родини коштовностей і картин у розмірі 300000 дукатів.
7 вересня Лоренцо Медічі разом з дружиною повернувся до Флоренції. Проте 28 квітня 1519 року молода дружина Лоренцо померла, а 4 травня того ж року помер й сам Лоренцо від сифілісу.

## Родина
Дружина — Мадлен де ла Тур д'Овернь (1501—1519)
Діти:
- Катерина Медічі (1519—1589)